# Orostachys
Orostachys là một chi thực vật có hoa trong họ Crassulaceae.